# Listă de monarhi ai Austriei

Austria a fost condusă de Casa de Babenberg până în 1246 și de Casa de Habsburg din 1282 până în 1918.

## Margrafi ai Austriei
Vezi și Marca de Austria și Margraf
Marca de Austria, cunoscuta și sub numele de Marca Orientalis, a fost formată prima dată în 976, din terenurile care au aparținut odată Mărcii de Panonia, din era Carolingiană. Cea mai veche atestare datează din 996, unde numele "ostarrichi" apare într-un document de transfer de terenuri din Austria de astăzi către o mănăstire din Bavaria.

### Casa de Babenberg
| Nume                                                          | Portret | Naștere                                                         | Căsătorie                                                                                             | Deces                                     |
| ------------------------------------------------------------- | ------- | --------------------------------------------------------------- | --- | ----------------------------------------- |
| Leopold I (Luitpold der Erlauchte) 976–994                    |         | c. 940                                                          | Richarda de Sualafeldgau nouă copii                                                                   | 10 iulie 994 Würzburg 54 de ani           |
| Henric I (Heinrich der Starke) 994–1018                       |         | secolul al X-lea fiul lui Leopold I și Richarda de Sualafeldgau | nu a fost căsătorit                                                                                   | 23 iunie 1018                             |
| Adalbert (Adalbert der Siegreiche) 1018–1055                  |         | c. 985 fiul lui Leopold I și Richarda de Sualafeldgau           | (1) Glismod de Saxonia de Vest doi copii (2) Frozza Orseolo nu a avut copii                           | 26 mai 1055 Melk 70 de ani                |
| Ernest (Ernst der Tapfere) 1055–1075                          |         | c. 1027 fiul lui Adalbert și Glismod de Saxonia de Vest         | (1) Adelaide de Eilenburg 1060 trei copii (2) Swanhilde von der Ungarnmark 1072 nu a avut copii       | 10 iunie 1075 48 de ani                   |
| Leopold al II-lea (Luitpold der Schöne) 1075-1095             |         | c. 1050 fiul lui Ernest și Adelaide de Eilenburg                | Ida de Cham 1065 8 copii                                                                              | 12 octombrie 1095 45 de ani               |
| Leopold al III-lea (Luitpold der Heilige) 1095–1136           |         | c. 1073 Melk fiul lui Leopold al II-lea și Ida de Cham          | (1) Maria de Perg un fiu (2) Agnes de Germania 1106 18 copii                                          | 15 noiembrie 1136 Viena 63 de ani         |
| Leopold, Duce de Bavaria (Luitpold der Freigiebige) 1137–1141 |         | c. 1108 fiul lui Leopold al III-lea și Agnes de Germania        | Maria de Boemia 28 septembrie 1138 nu a avut copii                                                    | 18 octombrie 1141 Niederalteich 33 de ani |
| Henric al II-lea (Heinrich Jasomirgott) 1141–1156             |         | c. 1107 fiul lui Leopold al III-lea și Agnes de Germania        | (1) Gertruda de Süpplingenburg 1 mai 1142 o fiică (2) Teodora Comnena, Ducesă de Austria 1148 3 copii | 13 ianuarie 1177 70 de ani                |

## Duci ai Austriei
În 1156, Privilegium Minus a ridicat Marca de Austria la rangul de ducat, independent de Ducatul Bavariei.

### Casa de Babenberg
| Nume                                                    | Portret | Naștere                                                                                           | Căsătorie                                                                                             | Deces                                           |
| ------------------------------------------------------- | ------- | ------------------------------------------------------------------------------------------------- | --- | ----------------------------------------------- |
| Henric al II-lea (Heinrich Jasomirgott) 1156-1177       |         | c. 1107 fiul lui Leopold al III-lea și Agnes de Germania                                          | (1) Gertruda de Süpplingenburg 1 mai 1142 o fiică (2) Teodora Comnena, Ducesă de Austria 1148 3 copii | 13 ianuarie 1177 70 de ani                      |
| Leopold al V-lea (Luitpold der Tugendhafte) 1177-1194   |         | c. 1157 fiul lui Henric al II-lea și Teodora Comnena, Ducesă de Austria                           | Elena de Ungaria 1174 4 copii                                                                         | 31 decembrie 1194 Graz 37 de ani                |
| Frederic I (Friedrich der Katholische) 1195-1198        |         | c. 1175 fiul lui Leopold al V-lea și Elena de Ungaria                                             | nu a fost căsătorit                                                                                   | 16 aprilie 1198 Sfântul Imperiu Roman 23 de ani |
| Leopold al VI-lea (Luitpold der Glorreiche) 1198-1230   |         | c. 1176 fiul lui Leopold al V-lea și Elena de Ungaria                                             | Teodora Angelina, Ducesă de Austria 1203 7 copii                                                      | 28 iulie 1230 San Germano 54 de ani             |
| Frederic al II-lea (Friedrich der Streitbare) 1230-1246 |         | 25 aprilie 1211 Wiener Neustadt fiul lui Leopold al VI-lea și Teodora Angelina, Ducesă de Austria | (1) Sofia Evdochia Lascarina nu a avut copii (2) Agnes de Merania 1229 nu a avut copii                | 15 iunie 1246 Leitha 35 de ani                  |

### Interregnum
După moartea lui Frederic, succesiunea Ducatului a fost disputată între diverși pretendenți:
1. prin Margareta a Austriei, sora lui Frederic al II-lea:

- Henric și Frederic de Hohenstaufen, fii, care au ridicat pretenții la tron: 1246/50 - circa 1252;
- Ottokar al II-lea – pretendent în 1251-1278, al doilea soț al ei.

2. prin Gertruda a Austriei, nepoata lui Frederic al II-lea: 
- Vladislav, margraf al Moraviei, din dinastia Přemyslid – pretendent în 1246-1247, primul ei soț;
- Herman al VI-lea, margraf de Baden și al Veronei, din dinastia Zähringen – pretendent în 1248-1250, al doilea soț al ei;
- Roman Danilovici, cneaz al Ruteniei Negre (Novogrudok) – pretendent în 1252-1253, al treilea soț al ei;
- Frederic I, margraf de Baden și al Veronei, din dinastia Zähringen – fiu, înaintînd cerere la tron: în 1250-1268.

### Casa de Habsburg
În 1278, Rudolf I, regele romano-german l-a învins pe Ottokar și a preluat controlul Austriei. În 1282 el i-a investit pe fii săi cu Ducatele Austriei și Stiriei, asigurând astfel Casa de Habsburg.
| Nume                          | Portret                                       | Naștere                                                                               | Căsătorie | Deces                                           |                             |
| ----------------------------- | --------------------------------------------- | ------------------------------------------------------------------------------------- | --- | ----------------------------------------------- | --------------------------- |
| Rudolf I 1278-1282            |                                               | 1 mai 1218 Breisgau fiul lui Albert al IV-lea, Conte de Habsburg și Hedwiga de Kyburg | (1) Gertruda de Hohenberg 1245 9 copii (2) Isabella de Burgundia 5 februarie 1284 nu a avut copii                 | 15 iulie 1291 Speyer 73 de ani                  |                             |
| Albert I 1282-1308            |                                               | iulie 1255 Viena fiul lui Rudolf I și Gertrud de Hohenburg                            | Elisabeta de Gorizia-Tirol 20 decembrie 1274 Viena 12 copii                                                       | 1 mai 1308 Marca Vindica 52 de ani              |                             |
| Rudolf al II-lea 1282-1283    |                                               |                                                                                       | iulie 1270 Rheinfelden fiul lui Rudolf I și Gertruda de Hohenberg                                                 | Agnes de Boemia martie 1289 Praga un fiu        | 10 mai 1290 Praga 20 de ani |
| Rudolf al III-lea 1298-1307   |                                               | c. 1281 Viena fiul lui Albert I și Elisabeta de Gorizia-Tirol                         | (1) Blanche a Franței 25 mai 1300 o fiică (2) Elisabeta Richza a Poloniei 16 octombrie 1306 nu a avut copii       | 3/4 iulie 1307 Horažďovice 26 de ani            |                             |
| Frederic cel Frumos 1308-1330 |                                               | c. 1289 Viena fiul lui Albert I și Elisabeta de Gorizia-Tirol                         | Isabella de Aragon 11 mai 1315 Ravensburg 3 copii                                                                 | 13 ianuarie 1330 Gutenstein 41 de ani           |                             |
| Leopold I 1308-1326           |                                               | 4 august 1290 Viena fiul lui Albert I și Elisabeta de Gorizia-Tirol                   | Caterina de Savoia 26 mai 1315 Basel două fiice                                                                   |                                                 |                             |
| Albert al II-lea 1330-1358    |                                               | 12 decembrie 1298 Castelul Habsburg fiul lui Albert I și Elisabeta de Gorizia-Tirol   | Ioana de Pfirt 15 februarie 1324 Viena 6 copii                                                                    | 16 august 1358 Viena 59 de ani                  |                             |
| Otto cel Vesel 1330-1339      |                                               | 23 iulie 1301 Viena fiul lui Albert I și Elisabeta de Gorizia-Tirol                   | (1) Elisabeta de Bavaria 15 mai 1325 Straubing 2 copii (2) Anna de Boemia 16 februarie 1335 Znaim nu a avut copii | 17 februarie 1339 Neuberg an der Mürz 37 de ani |                             |
| Leopold al II-lea 1339-1344   | c. 1328 fiul lui Otto și Elisabeta de Bavaria | nu a fost căsătorit                                                                   | 10 august 1344 16 ani                                                                                             |                                                 |                             |
| Rudolf al IV-lea 1358-1365    |                                               | 1 noiembrie 1339 Viena fiul lui Albert al II-lea și Ioana de Pfirt                    | Caterina de Luxemburg 13 iulie 1356 Viena nu a avut copii                                                         | 27 iulie 1365 Milan 25 de ani                   |                             |

## Arhiduci de Austria

### Casa de Habsburg
Privilegium maius din 1359, al cărui „autor” a fost Rudolf al IV-lea de Habsburg, a încercat să atribuie ducilor Austriei titlul de „Arhiduce” care i-ar fi plasat pe aceștia deasupra tuturor celorlalți duci. Acest titlu a fost frecvent utilizat de către Ernest, Duce de Austria și de către alți duci, însă nu a fost recunoscut de regii romano-germani și împărații Sfântului Imperiu Roman până când Frederic al V-lea a devenit împărat și a confimat Privilegium maius în 1453. Rudolf a fost urmat de frații săi, care la început au guvernat împreună:
| Nume                         | Portret | Naștere                                                             | Căsătorie | Deces                              |
| ---------------------------- | ------- | ------------------------------------------------------------------- | --- | ---------------------------------- |
| Albert al III-lea 1365-1379  |         | 9 septembrie 1349 Viena fiul lui Albert al II-lea și Ioana de Pfirt | (1) Elisabeta de Boemia 19 martie 1366 Viena nu a avut copii (2) Beatrice de Nürnberg 4 martie 1375 Viena un fiu | 29 august 1395 Laxenburg 45 de ani |
| Leopold al III-lea 1365-1379 |         | 1 noiembrie 1351 Viena fiul lui Albert al II-lea și Ioana de Pfirt  | Viridis Visconti 23 februarie 1365 Viena 6 copii                                                                 | 9 iulie 1386 Sempach 34 de ani     |

### Guvernarea divizată
Teritoriile au fost împărțite între frații și urmașii lor, prin Contractul de la Neuberg din 1379: Linia Albertină a primit Ducatul Austriei, mai târziu Austria Inferioară (a nu se confunda cu landul de astăzi omonim).
| Nume                                                                             | Portret | Naștere                                                                                 | Căsătorie | Deces                                       |
| -------------------------------------------------------------------------------- | ------- | --------------------------------------------------------------------------------------- | --- | ------------------------------------------- |
| Albert al III-lea 1379-1395                                                      |         | 9 septembrie 1349 Viena fiul lui Albert al II-lea și Ioana de Pfirt                     | (1) Elisabeta de Boemia 19 martie 1366 Viena nu a avut copii (2) Beatrice de Nürnberg 4 martie 1375 Viena un fiu | 29 august 1395 Laxenburg 45 de ani          |
| Albert al IV-lea 1395-1404                                                       |         | 19 septembrie 1377 Viena fiul lui Albert al III-lea și Beatrice de Nürnberg             | Ioana Sofia de Bavaria 24 aprilie 1390 Viena 2 copii                                                             | 14 septembrie 1404 Klosterneuburg 26 de ani |
| Albert al V-lea 1404-1439 sub tutela lui Leopold al IV-lea și Ernest (1404–1411) |         | 16 august 1397 Viena singurul fiu al lui Albert al IV-lea și Ioana Sofia de Bavaria     | Elisabeta de Luxemburg 26 aprilie 1422 Viena 3 copii                                                             | 27 octombrie 1439 Neszmély 42 de ani        |
| Vacant 1439-1440                                                                 |         |                                                                                         | |                                             |
| Ladislau Postumul 1440-1457 sub tutela lui Frederick al V-lea (1440–1452)        |         | 22 februarie 1440 Komarom singurul fiu al lui Albert al V-lea și Elisabeta de Luxemburg | nu a fost căsătorit                                                                                              | 23 noiembrie 1457 Praga 17 ani              |

După moartea lui Ladislau, teritoriile sale au revenit Liniei Leopoldină.
| Nume                          | Portret | Naștere                                                             | Căsătorie                                          | Deces                            |
| ----------------------------- | ------- | ------------------------------------------------------------------- | -------------------------------------------------- | -------------------------------- |
| Frederic al III-lea 1457-1493 |         | 21 septembrie 1415 Innsbruck fiul lui Ernest și Cimburga de Mazovia | Eleonora a Portugaliei 16 martie 1452 Roma 5 copii | 19 august 1493 Linz 77 de ani    |
| Albert al VI-lea 1457-1463    |         | 12 Septembrie 1418 Viena fiul lui Ernest și Cimburga de Mazovia     | Matilda a Palatinatului 1452 Viena nu a avut copii | 2 decembrie 1463 Viena 45 de ani |

Linia Leopoldină a primit ducatele Austria, Stiria, Carintia și Craina și comitatul Tirol.
| Nume                         | Portret | Naștere                                                                  | Căsătorie | Deces                                    |
| ---------------------------- | ------- | ------------------------------------------------------------------------ | --- | ---------------------------------------- |
| Leopold al III-lea 1379-1386 |         | 1 noiembrie 1351 Viena fiul lui Albert al II-lea și Ioana de Pfirt       | Viridis Visconti 23 februarie 1365 Viena 6 copii                                                                                     | 9 iulie 1386 Sempach 34 de ani           |
| Wilhelm 1386-1406            |         | c. 1370 Viena fiul lui Leopold al III-lea și Viridis Visconti            | Ioana a II-a a Neapolelui 13 noiembrie 1401 Viena nu a avut copii                                                                    | 15 iulie 1406 Viena 36 de ani            |
| Leopold al IV-lea 1386-1411  |         | c. 1371 Viena fiul lui Leopold al III-lea și Viridis Visconti            | Caterina de Burgundia 15 august 1393 Viena nu a avut copii                                                                           | 3 iunie 1411 Viena 40 de ani             |
| Ernest 1402-1406             |         | c. 1377 Bruck an der Mur fiul lui Leopold al III-lea și Viridis Visconti | (1) Margareta de Pomerania 14 ianuaria 1392 Bruck an der Mur nu a avut copii (2) Cimburga de Mazovia 25 ianuarie 1412 Kraków 9 copii | 10 iunie 1424 Bruck an der Mur 47 de ani |
| Frederic al IV-lea 1402-1406 |         | c. 1382 fiul lui Leopold al III-lea și Viridis Visconti                  | (1) Elisabeta, Ducesă de Austria 24 decembrie 1407 Innsbruck o fiică (2) Anna de Braunschweig 11 iunie 1411 Innsbruck 4 copii        | 24 iunie 1439 Innsbruck 57 de ani        |

În 1406 teritoriile liniei Leopoldine au fost din nou împărțite, Linia Ernestiană primind ducatul Stiria, Carintia și Carniola și Austria Inferioară.
| Nume                          | Portret | Naștere                                                                  | Căsătorie | Deces                                    |
| ----------------------------- | ------- | ------------------------------------------------------------------------ | --- | ---------------------------------------- |
| Ernest 1402-1424              |         | c. 1377 Bruck an der Mur fiul lui Leopold al III-lea și Viridis Visconti | (1) Margareta de Pomerania 14 ianuarie 1392 Bruck an der Mur nu a avut copii (2) Cimburga de Mazovia 25 ianuarie 1412 Kraków 9 copii | 10 iunie 1424 Bruck an der Mur 47 de ani |
| Frederic al III-lea 1424-1493 |         | 21 septembrie 1415 Innsbruck fiul lui Ernest și Cimburga de Mazovia      | Eleonora a Portugaliei 16 martie 1452 Roma 5 copii                                                                                   | 19 august 1493 Linz 77 de ani            |
| Albert al VI-lea 1457-1463    |         | 12 septembrie 1418 Viena fiul lui Ernest și Cimburga de Mazovia          | Matilda a Palatinatului 1452 Viena nu a avut copii                                                                                   | 2 decembrie 1463 Viena 45 de ani         |

Linia junioară Tiroleană a primit Triol și, la puțin timp după aceea, Austria. Aceste teritorii au fost denumite Austria Superioară (a nu se confunda cu landul omonim de astăzi):
| Nume                                                               | Portret | Naștere                                                                         | Căsătorie | Deces                             |
| ------------------------------------------------------------------ | ------- | ------------------------------------------------------------------------------- | --- | --------------------------------- |
| Frederic al IV-lea 1406-1435                                       |         | c. 1382 fiul lui Leopold al III-lea și Viridis Visconti                         | (1) Elisabeta, Ducesă de Austria 24 decembrie 1407 Innsbruck o fiică (2) Anna de Braunschweig 11 iunie 1411 Innsbruck 4 copii | 24 iunie 1439 Innsbruck 57 de ani |
| Sigismund 1439-1490 sub tutela lui Frederic al III-lea (1439–1446) |         | 26 octombrie 1427 Innsbruck fiul lui Frederic al IV-lea și Anna de Braunschweig | (1) Eleonora a Scoției 12 februarie 1449 Innsbruck un fiu (2) Caterina de Saxonia 24 februarie 1484 Innsbruck nu a avut copii | 4 martie 1496 Innsbruck 68 de ani |

În 1490, aceste teritorii i-au revenit apoi lui Maximilian I.
| Nume                   | Portret | Naștere                                                                               | Căsătorie | Deces                           |
| ---------------------- | ------- | ------------------------------------------------------------------------------------- | --- | ------------------------------- |
| Maximilian I 1490-1493 |         | 22 martie 1459 Wiener Neustadt fiul lui Frederic al III-lea și Eleanora de Portugalia | (1) Maria de Burgundia 18 august 1477 Gent 3 copii (2) Anne de Britania 18 decembrie 1490 Rennes nu a avut copii (3) Bianca Maria Sforza 16 martie 1494 Hall in Tirol nu a avut copii | 12 ianuarie 1519 Wels 59 de ani |

Matia Corvin, regele Ungariei, a pretins teritoriile Austriei și a ocupat Austria și Styria. Pretinzând titlul de "Duce de Austria", el a locuit în Viena de la 1485 până la moartea sa, în 1490.
| Nume                                   | Portret | Naștere                                                                 | Căsătorie | Deces                          |
| -------------------------------------- | ------- | ----------------------------------------------------------------------- | --- | ------------------------------ |
| Matia Corvin 1485-1490 Duce pretendent |         | 23 februarie 1443 Cluj fiul lui Ioan de Hunedoara și Elizabeta Szilágyi | (1) Elizabeta de Celje nu a avut copii (2) Caterina de Poděbrady 1 mai 1461 Biserica Sf. Matei, Budapesta nu a avut copii (3) Beatrice de Napoli 15 decembrie 1476 Viena nu a avut copii | 6 aprilie 1490 Viena 47 de ani |

### Guvernarea reunită
Teritoriile Austriei s-au reunit din nou în 1493.
| Nume                    | Portret | Naștere                                                                              | Căsătorie | Deces                              |
| ----------------------- | ------- | ------------------------------------------------------------------------------------ | --- | ---------------------------------- |
| Maximilian I 1493-1519  |         | 22 martie 1459 Wiener Neustadt fiul lui Frederic al III-lea și Eleanor a Portugaliei | (1) Maria de Burgundia 18 august 1477 Gent 3 copii (2) Anne de Britania 18 decembrie 1490 Rennes nu a avut copii (3) Bianca Maria Sforza 16 martie 1494 Hall in Tirol nu a avut copii | 12 ianuarie 1519 Wels 59 de ani    |
| Carol Quintul 1519-1521 |         | 24 februarie 1500 Gent fiul lui Filip I al Castiliei și Ioana a Castiliei            | Isabella de Portugalia 10 martie 1526 Sevilia 7 copii | 21 septembrie 1558 Yuste 58 de ani |
| Ferdinand I 1521-1564   |         | 10 March 1503 Alcalá de Henares fiul lui Filip I al Castiliei și Ioana a Castiliei   | Anna a Bohemiei și Ungariei 25 mai 1521 Linz 15 copii | 25 iulie 1564 Viena 61 de ani      |

### Divizate din nou
În 1564, teritoriile Austriei au fost divizate din nou între fii împăratului Ferdinand: Austria a fost oferită primului său fiu, Maximilian.
| Nume                                                                                     | Portret | Naștere                                                                                             | Căsătorie | Deces                                  |
| ---------------------------------------------------------------------------------------- | ------- | --------------------------------------------------------------------------------------------------- | --- | -------------------------------------- |
| Maximilian al II-lea 1564-1576                                                           |         | 31 iulie 1527 Viena fiul lui Ferdinand I și Anna a Bohemiei și Ungariei                             | Maria a Spaniei 13 septembrie 1548 Valladolid 16 copii                                                                | 12 octombrie 1576 Regensburg 49 de ani |
| Rudolf al II-lea 1576-1608                                                               |         | 18 July 1552 Viena fiul lui Maximilian al II-lea și Maria a Spaniei                                 | nu a fost căsătorit                                                                                                   | 20 ianuarie 1612 Praga 59 de ani       |
| Matia I 1608-1619                                                                        |         | 24 februarie 1557 Viena fiul lui Maximilian al II-lea și Maria a Spaniei                            | Anna de Tyrol 4 decembrie 1611 Viena nu a avut copii                                                                  | 20 martie 1619 Viena 62 de ani         |
| Albert al VII-lea 1619                                                                   |         | 13 noiembrie 1559 Wiener Neustadt fiul lui Maximilian al II-lea și Maria a Spaniei                  | Infanta Isabella Clara Eugenia a Spaniei 18 aprilie 1599 Valencia nu a avut copii                                     | 13 iulie 1621 Bruxelles 61 de ani      |
| comitatul Tirol                                                                          |         | | |                                        |
| Ferdinand al II-lea 1564-1595                                                            |         | 14 iunie 1529 Linz fiul lui Ferdinand I și Anna a Bohemiei și Ungariei                              | (1) Philippine Welser ca. 1576 4 copii (2) Anne Juliana Gonzaga 14 mai 1582 Innsbruck 3 fiice                         | 24 ianuarie 1595 Innsbruck 65 de ani   |
| Matia I 1595-1619 sub regența lui Maximilian al III-lea, Arhiduce de Austria (1612–1618) |         | 24 februarie 1557 Viena fiul lui Maximilian al II-lea al Sfântului Imperiu Roman și Maria a Spaniei | Anna de Tyrol 4 decembrie 1611 Viena nu a avut copii                                                                  | 20 martie 1619 Viena 62 de ani         |
| Maximilian al III-lea 1612-1618                                                          |         | 12 octombrie 1558 Viena fiul lui Maximilian al II-lea al Sfântului Imperiu Roman și Maria a Spaniei | nu a fost căsătorit                                                                                                   | 2 noiembrie 1618 Viena 60 de ani       |
| Ducatul Stiria                                                                           |         | | |                                        |
| Carol al II-lea 1564-1590                                                                |         | 3 iunie 1540 Viena fiul lui Ferdinand I și Anna a Bohemiei și Ungariei                              | Maria Anna de Bavaria 26 august 1571 Viena 15 copii                                                                   | 10 iulie 1590 Graz 50 de ani           |
| Ferdinand al III-lea 1590/1619-1637 sub tutela lui Maximilian III (1593–1595)            |         | 9 iulie 1578 Graz fiul lui Carol al II-lea și Maria Anna de Bavaria                                 | (1) Maria Anna de Bavaria 23 aprilie 1600 Graz 7 copii (2) Eleonor Gonzaga 2 februarie 1622 Innsbruck nu a avut copii | 15 februarie 1637 Viena 58 de ani      |

### Reunită și redivizată din nou
Teritoriile Austrei s-au reunit din nou, prin moștenire, în 1620, sub Ferdinand al III-lea, dar în 1623, cei cinci ani ai Războiului de Treizei de Ani a dus la împărțirea teritoriului, atunci când fratele său mai mic, Leopold, a devenit guvernator peste Austria de Sus. Austria de Jos a rămas în linia lui Ferdiand al II-lea.
| Nume                                                                          | Portret | Naștere                                                                   | Căsătorie | Deces                             |
| ----------------------------------------------------------------------------- | ------- | ------------------------------------------------------------------------- | --- | --------------------------------- |
| Ferdinand al III-lea 1590/1619-1637 sub tutela lui Maximilian III (1593–1595) |         | 9 iulie 1578 Graz fiul lui Carol al II-lea și Maria Anna de Bavaria       | (1) Maria Anna de Bavaria 23 aprilie 1600 Graz 7 copii (2) Eleonor Gonzaga 2 februarie 1622 Innsbruck nu a avut copii                                                          | 15 februarie 1637 Viena 58 de ani |
| Ferdinand al IV-lea 1637-1657                                                 |         | 13 iulie 1608 Graz fiul lui Ferdinand al III-lea și Maria Anna de Bavaria | (1) Maria Anna a Spaniei 20 februarie 1631 Viena 6 copii (2) Maria Leopoldine de Austria 2 iulie 1648 Linz un fiu (3) Eleonora Gonzaga 30 aprilie 1651 Wiener Neustadt 4 copii | 2 aprilie 1657 Viena 48 de ani    |

Austria Superioară a trecut în linia tânără a Trioleanilor:
| Nume                         | Portret | Naștere                                                                                      | Căsătorie                                                                 | Deces                               |
| ---------------------------- | ------- | -------------------------------------------------------------------------------------------- | ------------------------------------------------------------------------- | ----------------------------------- |
| Leopold al V-lea 1623-1632   |         | 9 octombrie 1586 Graz fiul lui Carol al II-lea, Arhiduce de Austria și Maria Anna de Bavaria | Claudia de' Medici 19 aprilie 1626 Innsbruck 5 copii                      | 13 septembrie 1632 Schwaz 45 de ani |
| Ferdinand Carol 1632-1662    |         | 17 mai 1628 Innsbruck fiul lui Leopold al V-lea și Claudia de' Medici                        | Anna de' Medici 10 iunie 1646 Innsbruck 2 copii                           | 30 decembrie 1662 Kaltern 34 de ani |
| Sigismund Francisc 1662-1665 |         | 27 noiembrie 1630 Innsbruck fiul lui Leopold al V-lea și Claudia de' Medici                  | Contesa Palatină Hedwig de Sulzbach 3 iunie 1665 Sulzbach nu a avut copii | 25 iunie 1665 Innsbruck 34 de ani   |

Teritoriile Austriei au fost reunite în 1665 sub:
| Nume | Portret | Naștere | Căsătorie | Deces                                                  |
| --- | ------- | --- | --- | ------------------------------------------------------ |
| Leopold I 1657/1665-1705                                                                                 |         | 9 iunie 1640 Viena fiul lui Ferdinand al IV-lea și Maria Anna a Spaniei                                                                     | (1) Margareta Theresa a Spaniei 12 decembrie 1666 Viena 4 copii (2) Claudia Felicitas de Austria 15 octombrie 1673 Graz două fiice (3) Eleonor Magdalene de Neuburg 14 decembrie 1676 Passau 11 copii | 5 mai 1705 Viena 64 de ani                             |
| Iosif I 1705-1711                                                                                        |         | 26 iulie 1678 Viena fiul lui Leopold I și Eleonor Magdalene de Neuburg                                                                      | Wilhelmina Amalia de Brunswick 10 iunie 1646 Viena 3 copii | 17 aprilie 1711 Viena 32 de ani                        |
| Carol al III-lea 1711-1740                                                                               |         | 1 octombrie 1685 Viena fiul lui Leopold I și Eleonor Magdalene de Neuburg                                                                   | Elisabeta Cristina de Brunswick-Wolfenbüttel 1 august 1708 Santa Maria del Mar, Barcelona 5 copii | 20 octombrie 1740 Viena 55 de ani                      |
| Maria Terezia 1740-1780 cu Francisc I (1740–1765) Iosif al II-lea al Sfântului Imperiu Roman (1765–1780) |         | 13 mai 1717 Palatul Imperial "Hofburg" fiica lui Carol al VI-lea al Sfântului Imperiu Roman și Elisabeta Cristina de Brunswick-Wolfenbüttel | 12 februarie 1736 Viena | 29 noiembrie 1780 Palatul Imperial "Hofburg" 63 de ani |
| Francisc I cu Maria Terezia (1740–1765)                                                                  |         | 8 decembrie 1708 Nancy fiul lui Leopold, Duce de Lorena și Élisabeta Charlotte d'Orléans                                                    | 12 februarie 1736 Viena | 18 august 1765 Innsbruck 56 de ani                     |

### Casa de Habsburg-Lorena
Ramura austriacă s-a încheiat din punct de vedere tehnic în 1780 odată cu moartea Mariei Tereza și a fost înlocuită de către ramura Vaudemont a Casei de Lorena, către Iosif al II-lea. Cu toate acestea, noua casă a succesorilor a rămas cu numele de Habsburg-Lorena. 
| Nume                                                   | Portret | Naștere                                                                        | Căsătorie | Deces                             |
| ------------------------------------------------------ | ------- | ------------------------------------------------------------------------------ | --- | --------------------------------- |
| Iosif al II-lea 1765-1790 cu Maria Terezia (1765–1780) |         | 13 martie 1741 Viena fiul lui Francisc I și Maria Terezia                      | (1) Isabella de Parma 6 octombrie 1760 Viena două fiice (2) Maria Josepha de Bavaria 23 ianuarie 1765 Schönbrunn nu a avut copii | 20 februarie 1790 Viena 48 de ani |
| Leopold al II-lea 1790–1792                            |         | 5 mai 1747 Viena fiul lui Francisc I și Maria Terezia                          | Maria Luisa a Spaniei 16 februarie 1764 Innsbruck 16 copii | 1 martie 1792 Viena 44 de ani     |
| Francisc al II-lea 1792 – 6 august 1806                |         | 12 februarie 1768 Florența fiul lui Leopold al II-lea și Maria Luisa a Spaniei | (1) Elisabeta de Württemberg 6 ianuarie 1788 Viena o fiică (2) Maria Theresa de Napoli și Sicilia 15 septembrie 1790 Viena 12 copii (3) Maria Ludovika de Austria-Este 6 ianuarie 1808 Viena nu a avut copii (4) Caroline Augusta de Bavaria 29 octombrie 1816 Viena nu a avut copii | 2 martie 1835 Viena 67 de ani     |

## Împărați ai Austriei
Vezi și Imperiul Austriac și Austro-Ungaria
| Nume                             | Portret | Naștere                                                                                           | Căsătorie | Deces                                            |
| -------------------------------- | ------- | ------------------------------------------------------------------------------------------------- | --- | ------------------------------------------------ |
| Francisc I 11 august 1804 - 1835 |         | 12 februarie 1768 Florența fiul lui Leopold al II-lea și Maria Luisa a Spaniei                    | (1) Elisabeta de Württemberg 6 ianuarie 1788 Viena o fiică (2) Maria Theresa de Napoli și Sicilia 15 septembrie 1790 Viena 12 copii (3) Maria Ludovika de Austria-Este 6 ianuarie 1808 Viena nu a avut copii (4) Caroline Augusta de Bavaria 29 octombrie 1816 Viena nu a avut copii | 2 martie 1835 Viena 67 de ani                    |
| Ferdinand I 1835-1848            |         | 19 aprilie 1793 Viena fiul lui Francisc I și Maria Theresa de Napoli și Sicilia                   | Maria Anna de Savoia 27 februarie 1831 Viena nu a avut copii | 29 iunie 1875 Praga 82 de ani                    |
| Francisc Iosif 1848-1916         |         | 18 august 1830 Palatul "Schönbrunn" fiul lui Franz Karl de Austria și Prințesei Sophie de Bavaria | Elisabeta de Bavaria 24 aprilie 1854 Augustinerkirche 4 copii | 21 noiembrie 1916 Palatul "Schönbrunn" 86 de ani |
| Carol I 1916 - 12 noiembrie 1918 |         | 17 august 1887 Persenbeug-Gottsdorf fiul lui Otto Francis de Austria și Maria Josepha de Saxonia  | Zita de Bourbon-Parma 21 octombrie 1911 Castelul "Schwarzau" 8 copii | 1 aprilie 1922 Madeira 34 de ani                 |

## Republica Austriei
Vezi și Austria Germană și Republica Austriacă (1919–1934)
În 1918, ca urmare a destrămării monarhiei austo-ungare, a fost stabilită Republica Austriei, dar s-a terminat cu "Anschluß", în al treilea Reich dintre 1938-1945. După Al doilea Război Mondial, Republica Austriei a fost înființată în 1945, chiar dacă Austria a rămas sub controlul și protecția aliaților și forțelor sovietice între 1945-1955. 
Actualul șef al statului este Președintele Austriei; cu toate acestea, în practică, Cancelarul Austriei este mai important. 
Otto von Habsburg (1912-2011), fiul lui Carol I, a fost șeful Casei de Habsburg de la 1922, dar nu a domnit. În 2007, el a predat guvernarea fiului său mai mare, Karl von Habsburg, Prințul Imperial de Austria și Prințul Regal al Ungariei, care a fost prezent pentru prima dată în linia de succesiune, dar fără nici un titlu recunoscut. El este actualul șef al familiei imperiale.